# Big Springs
Big Springs è un comune degli Stati Uniti d'America, situato nello Stato del Nebraska, nella contea di Deuel.